# Oligonyx maya
Oligonyx maya är en bönsyrseart som beskrevs av Henri Saussure och Leo Zehntner 1894. Oligonyx maya ingår i släktet Oligonyx och familjen Thespidae. Inga underarter finns listade i Catalogue of Life.